# مورير سانياندو
 مورير سانياندو (بالإسبانية: Morir soñando)‏؛ بمعنى ليموت حالمًا) وهو مشروب شائع في جمهورية الدومينيكان وانتشر لاحقًا في باقي دول الكاريبي وأمريكا اللاتينية، وعادة ما يكون مصنوعًا من عصير البرتقال والحليب وسكر قصب السكر والثلج المبروش 

## عن المشروب
بالإضافة لما تم ذكره سابقًا، يمكن إضافة مستخلص الفانيليا، أو استخدام الحليب المبخر بدلاً من الحليب العادي. كما وتختلف الوصفة بناءً على طبيعة المنطقة وتراث العائلة. 
اكتسب هذا المشروب شعبيته في بورتوريكو حيث تمت إضافة نكهات أخرى مثل الفانيليا أو الليمون أو نكهة الليمون. يمكن استخدام الأورانجيلو (نوع من الحمضيات)، أو برتقال أحمر، أو اليوسفي بدلًا من البرتقال، ولا يزال هذا المشروب يقدم إلى جانب مشروبات أخرى في بورتوريكو مثل  مورير سانياندو و ليمبري (آيس كريم بورتوريكو من جوز الهند والقرفة).